# Пархоменко Андрій Вікторович
Пархоменко Андрій Вікторович (нар. 27 грудня 1971, Одеса, Українська РСР, СРСР) — український футболіст і футбольний тренер.

## Клубна кар'єра

### Початок кар'єри
Вихованець одеського футболу. Перші тренери — Олександр Йосипович Розенштраух і Петро Павлович Русанов. У 1988 році провів 2 матчі за нікопольський «Колос» проти тюменського «Геолога» і пермської «Зірки».
У 1989 році перейшов в одеський «Чорноморець», за який провів лише один кубковий матч проти запорізького «Металурга», який закінчився з рахунком 1:1.
У 1991 році грав за спортивний клуб «Одеса». У його складі зіграв 24 матчі й отримав багато ігрової практики.
У 1992 році, грав у складі російського «Терека». Там Пархоменко зіграв 19 матчів.

### Повернення в Україну
У 1993 році потрапив до складу «Таврії», яка була у ранзі чемпіона країни. Але там він не закріпився і зіграв 3 матчі. Далі повернувся грати за СК «Одеса», де зіграв 33 матчі і забивав свої перші м'ячі в професійній кар'єрі. У 1994 році грав за «Поділля», в складі якого зіграв 20 матчів і забив 1 гол. У 1995—1996 роках виступав за «Ниву». А потім виступав за «Лотто-GCM» й зіграв 19 матчів за «Чорноморець».
У 1999 році покинув Україну й виступав у складі болгарського «Ботева». Там, за рік, він забив 16 голів.

### Молдовські клуби
З 2000 по 2002 роки виступав за «Шериф» і зіграв 10 матчів. У 2001 зіграв 4 матчі в складі «Тилігула» на правах оренди. Також на правах оренди виступав за «Тирасполь». Закінчив грати в Молдові за «Агро», на правах оренди, провівши 9 матчів і забивши 1 гол.

### Завершення кар'єри
У 2003 році був граючим тренером аматорського клубу «Іван». Провів одну гру в 2004 році за «Закарпаття». У 2005—2006 грав за «Пальміру». Завершив кар'єру в російському «Сахаліні», де грав у 2006—2008 роках.

## Тренерська діяльність
У 2003 році був граючим тренером аматорського клубу «Іван». Став найкращим тренером України серед аматорських команд. Потім продовжив кар'єру футболіста.
У 2007—2008 роках був тренером «Сахаліну». Потім тренував «Днісетр» і «Одесу». З 2014 по 2015 роки знову тренував російський «Сахалін». З 2015 року в «Балканах».

## Досягнення

### Командні
- Срібний призер Чемпіонату Молдови: 1999—2000
- Переможець Першої ліги України: 2003—2004

### Особисті
- Найкращий тренер України серед аматорських команд: 2002—2003

## Особисте життя
Одружений із Зотовою Юлією Миколаївною. Має чотирьох синів: Костянтина, Вадима., Тимура та Артьома. Брат, Дмитро — теж футболіст.